# Мота Пинту, Карлуш Алберту да
Ка́рлуш Албе́рту да Мо́та Пи́нту (порт.  Carlos Alberto da Mota Pinto; 25 июля 1936, Помбал, Португалия — 7 мая 1985, Коимбра, Португалия) — португальский учёный, адвокат и политик, премьер-министр Португалии в 1978—1979 годах.

## Биография
Карлуш Алберту да Мота Пинту родился 25 июля 1936 года в городе Помбал округа Лейрия провинции Бейра-Литорал (ныне субрегион Пиньял-Литорал) в семье коммерсанта. В 1946 году он сдал вступительные экзамены в лицей, затем прошёл обучение в экстернате им. Маркиза Помбала. В 1951 году Мота Пинту окончил Национальный лицей Лейрии и поступил в лицей им. Жуана III в Коимбре, который окончил в 1953 году.

### Научная карьера
В 1958 году Карлуш да Мота Пинту окончил юридический факультет Коимбрского университета и до декабря 1961 года преподавал в нём гражданское право. В том же году он получил грант Ротари Интернешнл и адвокатскую лицензию, и в качестве аудитора бесплатно поступил на обучение в Женевский университет. В 1960 года Мота Пинту защитил диссертацию «Ответственность за торговлю без заключения контракта» (порт. «Responsabilidade pré-negocial pela não conclusão dos contratos») и был удостоен премии Галуста Гюльбенкяна. В феврале 1961 года он стал вторым помощником на юридическом факультете Коимбрского университета и отвечал за практические занятия на кафедре обязательственного права.
С июля 1961 года по 1963 год Мота Пинту служил в колониальной армии в Португальской Гвинее, с октября 1963 года снова преподавал в Коимбрском университете и в январе 1964 года перешёл на кафедру гражданского права. В 1968 году он получил грант Фонда Гюльбенкяна и три месяца работал в библиотеках Римского университета и Институте зарубежного и международного частного права им. Макса Планка в Гамбурге. В 1969 году выступил в Институте социальных исследований с лекцией по теме «Противоречие между трудовым договором и общей доктриной договоров» (порт. «Confronto entre o contrato de trabalho e a doutrina geral dos contratos»).
В 1970 году К. А. Мота Пинту получил степень доктора права, с отличными показателями, защитив диссертацию под названием «Прекращение договорных отношений» (порт. «Cessação da Posição Contratual»). Был научным руководителем на кафедрах общего права и гражданского права, преподавал на дополнительных курсах по теме «Юридическая практика в современной экономической жизни» (порт. « «Manifestações jurídico-privadas da vida económica moderna»), с 1971 года руководил кафедрой гражданского права, а в 1971—1972 годах по приглашению «Droit Comparé» также руководил студенческими курсами французского языка в Лиссабоне и Пескаре (Италия). Летом 1973 года Мота Пинту по приглашению Германского управления научного обмена (нем. Deutsche Akademische Austausch-Dienst) работал в университете Мюнхена и Тюбингенском университете Эберхарда Карла. В 1974—1975 годах он был заведующим кафедрой общей теории гражданского права, выступал с лекциями в Коллегии адвокатов.

### В политике. Депутат, министр, учёный.
Революция гвоздик дала Карлушу да Мота Пинту возможность проявить себя и в политике.
В мае 1974 года он стал проректором Коимбрского университета и вместе с Франсишку Са Карнейру, Франсишку Пинту Балсемау и Жоакимом Магальяйншем Мотой стал одним из основателей Народно-демократической партии (в октябре 1976 года она переименована в Социал-демократическую партию). В апреле 1975 года он был избран в Учредительное собрание Португалии и возглавил там фракцию НДП, однако уже в декабре того же года на съезде в Авейру вышел из партии из-за разногласий с Са Карнейру и стал независимым, сохранив депутатский мандат. Мота Пинту объявил себя сторонником «демократического социализма» в духе европейской социал-демократии, но не примкнул ни к одной партии. В январе 1976 года Мота Пинту оставил пост проректора университета и после роспуска Учредительного собрания продолжил преподавательскую деятельность. С 1975 года он был членом Научно-исследовательского бюро партии в округе Коимбра и членом Конституционной комиссии Португалии, а в октябре 1977 года получил звание профессора.
С 25 марта 1977 года Карлуш Алберту да Мота Пинту был министром торговли и туризма в I Конституционном кабинете Мариу Суареша. В январе 1978 года вместе с правительством он вышел в отставку и вновь вернулся на кафедру в Коимбрском университете.

### Премьер-министр
25 октября 1978 года президент Португалии генерал Антониу Рамалью Эаниш назначил Карлуша Алберту да Мота Пинту новым премьер-министром страны после того, как Ассамблея республики не утвердила правительственную программу Алфреду Нобре да Кошты. При поддержке Социалистической партии и Социально-демократического центра он сформировал IV конституционное правительство Португалии — «кабинет беспартийных технократов», который должен был действовать на принципах «прагматизма и эффективности». 22 ноября 1978 года его правительство принесло присягу и въехало в резиденцию правительства во дворце Сан-Бенту. 12 декабря Ассамблея республики голосами депутатов от СДП и СДЦ при воздержавшихся социалистах утвердило правительственную программу, которая, как заявил в этот день Мота Пинту была направлена на ускоренное восстановление активности частного сектора, «поощрению частной инициативы и исправление ошибок, допущенных в общественном и кооперативном секторах». Он выступил за жесткую экономию, основанную на замораживании зарплат и сокращении внутреннего потребления, и обвинил население в «чрезмерных требованиях». Мариу Суареш оценивал правительство Моты Пинту как «самый консервативный кабинет за все время, начиная с апрельской революции».
Однако мероприятия правительства не давали тех результатов, на которые рассчитывали правые партии. В январе 1979 года президент Рамалью Эанеш заявил, что страна «переживает острый и многосторонний кризис». Продолжался рост цен и падение реальной зарплаты, за год разрыв между темпами роста цен на основные товары и продукты с темпами роста зарплаты составил 30 %, инфляция достигла 20 %, безработица 13 % трудоспособного населения, вырос платежный дефицит. В ответ правые партии во главе с СПД и Франсишку Са Карнейру начали кампанию против Революционного совета, обвиняя его и президента Рамалью Эанеша в уступках нажиму левых, в том, что они бросили кабинет Мота Пинту на произвол судьбы, отказались от поддержки правительства, что Революционный совет подтолкнул страну к новому правительственному кризису. Правая печать пишет, что после отставки Мота Пинту «у Португалии может не остаться иного выхода, кроме создания военного правительства» вне рамок парламента. Обостряет ситуацию и февральское наводнение в долине реки Тежу, которое обходится казне в 52,2 миллиона долларов, направленных на помощь пострадавшим. К июню правительством были денационализированы (приватизированы) 134 предприятия, на многих других было ликвидировано рабочее самоуправление, что в ряде случаев привело к их закрытию. В конце марта кабинет два раза оказывался в меньшинстве при голосовании по проектам государственного бюджета и плана развития на 1979 год. В мае пресса уже писала о возможности реорганизации правительства в случае «добровольного ухода» Мота Пинту, что было бы равнозначно сформированию нового кабинета, либо о сформировании нового, V Конституционного правительства. Другим выходом считался роспуск Ассамблеи республики и новые выборы. После того, как Социалистическая и Коммунистическая партии выставили правительству два «вотума порицания», что по Конституции было равнозначно вотуму недоверия, Рамалью Эанеш 7 июня 1979 года отправил Моту Пинту в отставку. Были назначены внеочередные парламентские выборы и 1 августа того же года кабинет Моты Пинту передал полномочия новому, переходному, правительству, сформированному Марией де Лурдеш Пинтасилгу.

### Министр и партийный лидер
После отставки Карлуш да Мота Пинту продолжил активную политическую деятельность. В 1980 году он был национальным представителем генерала Антониу Соареша Карнейру на президентских выборах, а в 1981 году вернулся в ряды обновлённой Социал-демократической партии Пинту Балсемау.
30 октября 1982 года Мота Пинту был назначен членом Государственного совета Португалии, в 1982—1983 годах был председателем совета юридического факультета Коимбрского университета, в феврале 1983 года был избран 1-м вице-президентом партии на X Конгрессе СДП и возглавлял партию совместно с Энрике Родригешем Нашсименту и Эурику де Мелу, входя в т. н. «Тройку». В апреле 1983 года Карлуш да Мота Пинту был избран в Ассамблею республики, с 9 июня 1983 года был заместителем премьер-министра и министром обороны в IX конституционном правительстве Мариу Суареша. В 1984 году на XI конгрессе в Браге он был избран Президентом Национального комитета по политике СДП, но в феврале 1985 года отказался от этого поста и сложил полномочия депутата парламента после решений Национального совета СДП в Порту.
Мота Пинту скоропостижно скончался от сердечного приступа 7 мая 1985 года в городе Коимбра. В тот же день представитель Социал-демократической партии Элена Алвеш официально сообщила о его смерти. Это произошло за несколько дней до XII конгресса СДП в Фигейра-да-Фош, на котором лидером партии был избран Анибал Каваку Силва.

## Частная жизнь
Карлуш Алберту на Мота Пинту был женат на Марии Фернанде Кардозу Коррейя (порт.  Maria Fernanda Cardoso Correia). У них было трое сыновей:
- Паулу Кардозу Коррейя да Мота Пинту (порт. « Paulo Cardoso Correia da Mota Pinto , род. 18.11.1966) — доктор права, профессор Коимбрского университета;
- Нуну Кардозу Коррейя да Мота Пинту (порт. « Nuno Cardoso Correia da Mota Pinto, род. 1970) — один из исполнительных директоров Всемирного банка, Вашингтон;
- Александр Кардозу Коррейя да Мота Пинту (порт. « Alexandre Cardoso Correia da Mota Pinto, род. 1971) — доктор права, Институт Европейского университета, Флоренция, Италия[6].

## Сочинения
- Cessão da Posição Contratual* — Coimbra, 1970, reimpressa em 1982 e edi¬tada no Brasil, em 1985, com uma parte dedicada ao direito brasileiro, sob o título Cessão do Contrato.
- Teoria Geral do Direito Civil- 1ª ed. 1976 (reimpressa em 1977, 1978, 1979 e 1980), 2ª ed. 1983 e 3ª ed. 1985.
- A responsabilidade pré-negocial pela não conclusão dos contratos — Coimbra, 1963.
- Notas sobre alguns temas da doutrina geral do negócio jurídico segundo o novo Código Civil — Lisboa, 1967 (este volume é uma separata da revista Ciência e Técnica Fiscal).
- Contratos de adesão, in RDES, ano XX (1973).
- Direito das Obrigações, ed. policop., Coimbra, 1973.
- Direitos Reais, ed. policop., Coimbra, 1972.
- Direito Civil, ed. policop., Coimbra, 1980.
- Valor dos actos jurídicos dos dementes, in RDES (Revista de Direito e Estudos Sociais), ano XII (1965).
- Observações ao regime do Projecto de Código Civil sobre o erro nos negócios jurídicos, in RDES, ano XlII (1966).
- Notas sumárias sobre alguns aspectos da doutrina das pessoas colectivas no Código Civil de 1966, in RDES, ano XIV (1967).
- Apontamentos sobre o formalismo negocial no Código Civil de 1966, in RDES, ano XIV (1967).
- Apontamentos sobre o erro na declaração e os vícios da vontade no novo Código Civil, in RDES, ano XIV (1967).
- Uma nova modalidade de financiamento industrial: o leasing, in RDES, ano XII (1965).
- Acerca da distinção, em direito marítimo, entre salvação e assistência de navios e recolha de achados, in RDES, ano XV (1968).
- Nulidade do contrato-promessa de compra e venda e responsabilidade por culpa na formação dos contratos, in RDES, ano XVII (1970).
- Não cumprimento de dever da revisão de prestações periódicas (pensões de reforma), relação obrigacional complexa e prescrição, in RDES, ano XVIII (1972).
- Compropriedade, propriedade horizontal, direito de superfície, servidões pre¬diais, usufruto, uso e habitação, in RDES, 1977.
- Direito Económico Português. Desenvolvimentos recentes, Coimbra, 1982. Direito Público da Economia, ed. policop., Coimbra, 1982
- Onerosidade e gratuitidade das garantias de dívidas de terceiro na doutrina da falência e da impugnação pauliana, in «Estudos em Homenagem ao Prof. Doutor José Joaquim Teixeira Ribeiro», Coimbra, 1980.
- Direito de preferência do arrendatário e despejo com fundamentos posteriores à venda do prédio arrendado, in RDES, 1980.
- Depósito de rendas vencidas na pendência da acção de despejo, in RDES, 1982.
- 11 Dintto Dell’Economia Portoghese, estratto dalla rivista Diritto e Società n. 0.2, Padova, 1984

## Награды
Награды Португалии
| Страна     | Дата              | Награда                                                          | Награда                                                          | Литеры |
| ---------- | ----------------- | ---------------------------------------------------------------- | ---------------------------------------------------------------- | ------ |
| Португалия | 9 апреля 1981 —   | Кавалер Большого креста ордена Христа                            | Кавалер Большого креста ордена Христа                            | GCC    |
| Португалия | 24 августа 1985 — | Кавалер Большого креста ордена Народного образования (посмертно) | Кавалер Большого креста ордена Народного образования (посмертно) | GCIP   |

Награды иностранных государств
| Страна | Дата вручения    | Награда                                                                   | Награда                                                                   | Литеры |
| ------ | ---------------- | ------------------------------------------------------------------------- | ------------------------------------------------------------------------- | ------ |
| Италия | 11 апреля 1985 — | Кавалер Большого креста ордена «За заслуги перед Итальянской Республикой» | Кавалер Большого креста ордена «За заслуги перед Итальянской Республикой» |        |

## Память
- Имя Карлуша Алберту да Мота Пинту носят улицы в Лиссабоне, Порту, Лоле.
- 14 декабря 2005 года Совет фрегезии Помбал при содействии Коимбрского университета, Политехнического института Лейрии, мэрии Помбала, португальского Института молодежи и местных газет учредил академическую премию имени Мота Пинты для поощрения научных трудов о Помбале, подготовленных студентами в высших учебных заведениях или местными жителями. В денежном выражении премии трёх степеней составляют 750 €, 500 € и 250 €[4].
- Именем К. А. Моты Пинту названа начальная школа в Лажеоза-ду-Дан округа Визеу (порт. « Escola Básica Prof. Dr. Carlos Mota Pinto da Lajeosa do Dão)[7].
- 7 — 8 мая 2010 года в муниципальной библиотеке Виана-ду-Каштелу прошла конференция памяти К. А. Мота Пинты, приуроченная к 25-й годовщине со дня его смерти и к 36-й годовщине основания СДПП[8].